# Los Huertos
Los Huertos település Spanyolországban, Segovia tartományban. Los Huertos Garcillán, Armuña, Roda de Eresma, Valseca, Hontanares de Eresma és Valverde del Majano községekkel határos. Lakosainak száma 170 fő (2024).

## Népesség
A település népessége az elmúlt években az alábbi módon változott:
| Lakosok száma | 166  | 152  | 158  | 165  | 168  | 188  | 175  | 170  | 176  | 170  |
|               | 2001 | 2004 | 2007 | 2009 | 2012 | 2014 | 2017 | 2019 | 2022 | 2024 |